# 小行星11781
小行星11781（11781 Alexroberts）是一颗绕太阳运转的小行星，为主小行星带小行星。该小行星于1966年8月7日发现。

## 轨道参数
小行星11781的轨道半长轴为2.3594677 UA，离心率为0.124。